# Richard Liebmann
Richard David Ernst Liebmann (* 8. Februar 1811 in Schmiedefeld; † 7. Oktober 1871 in Hildburghausen) war ein deutscher Richter und Politiker.
Liebmann war der Sohn des Försters Johann Jacob Heinrich Liebmann und dessen Ehefrau Johanna Wilhelmina Ernsetina, geborene Mollwitz. Er war lutherischer Konfession und heiratete am 18. Oktober 1838 in Saalfeld Aline Babette Jacobs (* 21. April 1814 in Saalfeld; † 1. März 1892 in Meiningen), die Tochter des 2. Sachsen-coburg-saalfeldischen Hustizamtmann Leopolt (Leopold) Wilhelm Jacobs.
Liebmann besuchte das Lyceum in Saalfeld und studierte dann 1832 bis 1835 Rechtswissenschaften in Jena. 1838 wurde er Kreisgerichtsassessor, 1842 Oberlandesgerichtsassessor in Pößneck und 1845 Regierungsassessor. 1847 wurde er Regierungsrat in Meiningen. Nach der Märzrevolution war er vom 14. September 1848 bis zum 24. Oktober 1849 als Staatsrat Vorstand der Ministerialabteilung des Inneren in Meiningen und wurde dann zur Disposition gestellt. 1849 wurde er Vorsteher des Kreisgerichtes in Saalfeld. 1863 bis 1871 war er Präsident des Appellationsgerichtes Hildburghausen.
Vom 18. Mai 1848 bis zum 28. September 1848 gehörte er der Frankfurter Nationalversammlung an. 1849 war er Teilnehmer an der Gothaer Versammlung. 1850 war er Mitglied im Volkshaus des Erfurter Unionsparlaments.